# Houston, Houston, Do You Read?
Houston, Houston, Do You Read? é uma novela de ficção científica da autoria da escritora norte-americana Alice Sheldon sob o pseudônimo James Tiptree Jr. Ganhou o Prêmio Nebula de Melhor Novela e o Prêmio Hugo de Melhor Novela em 1977.
Foi publicada pela primeira vez na antologia Aurora: Beyond Equality, com edição de Vonda N. McIntyre e Susan J. Anderson, pela editora Fawcett em maio de 1976. Posteriormente, a novela foi reimpressa várias vezes, integrando as colectâneas de James Tiptree Jr. Star Songs of an Old Primate (1978) e Her Smoke Rose Up Forever (1990) ou ainda no 11º volume da colecção Tor Doubles em 1989, juntamente com a novela Soulsde Joanna Russ.

## Sinopse
Narrada na terceira pessoa e sob o ponto de vista de Dr. Orren Lorimer, o oficial científico da nave espacial Sunbird, que é enviada em uma missão circunsolar durante as últimas duas décadas do século XX, a novela reconta a missão de três astronautas, sendo os outros dois homens o comandante, Major Norman Davis ("Dave") e Capitão Bernhard Geirr ("Bud"), após terem sofrido danos consideráveis na nave devido a uma explosão solar.
Quando tentam entrar em contato com o Controlo da Missão em Houston, as únicas fontes de rádio que conseguem encontrar são emitidas por mulheres, que gradualmente os convencem de que a explosão solar enviou o Sunbird cerca de trezentos anos no futuro. Após serem resgatados e levados para a nave Gloria, descobrem que já não existem patentes ou uma cadeia de hieraquia tanto na Terra como nas naves espaciais, que existem mulheres que tomam hormónios e que nenhum cromossoma Y sobreviveu até os dias atuais na Terra, devido a uma epidemia, sendo a reprodução da espécie humana garantida pela clonagem de 11.000 sobreviventes de um desastre que exterminou todo o resto da humanidade.

## Adaptações e influências
"Houston, Houston, Do You Read?" foi adaptado como um drama radiofónico para a série Sci-Fi Radio da NPR - National Public Radio. Originalmente, estreou em dois programas de meia hora, emitidos correspondentemente a 4 e 11 de fevereiro de 1990.
A obra é também referenciada no diálogo da primeira edição da banda desenhada pós-apocalíptica Y: The Last Man, que também retrata uma praga que extermina todos os homens, três astronautas que sobreviveram à praga em órbita e uma nova sociedade feminina que sobrevive por meio da clonagem.